# 22/7
22/7（7分の22、ななぶんのにじゅうに）は、3 と 4 の間にある有理数である。

## 数学的性質
- 22 ÷ 7 に等しく、小数表記では 3.142857142857… となる。142857 も参照。
- 7 の逆数の22倍である。
- 円周率 π = 3.14159265… に近い。これは、古代から知られる π の近似値である。